# Gulaobei (häradshuvudort i Kina, Hubei Sheng, lat 30,52, long 111,43)
Gulaobei är en häradshuvudort i Kina. Den ligger i provinsen Hubei, i den centrala delen av landet, omkring 270 kilometer väster om provinshuvudstaden Wuhan. Antalet invånare är 32 273. Befolkningen består av 14 606 kvinnor och 17 667 män. Barn under 15 år utgör 10,0 %, vuxna 15-64 år 81 %, och äldre över 65 år 7,0 %.
Runt Gulaobei är det tätbefolkat, med 266 invånare per kvadratkilometer. Närmaste större samhälle är Anfusi, 15,2 km öster om Gulaobei. Trakten runt Gulaobei består huvudsakligen av våtmarker.
Genomsnittlig årsnederbörd är 1 411 millimeter. Den regnigaste månaden är maj, med i genomsnitt 211 mm nederbörd, och den torraste är december, med 16 mm nederbörd.